# Krajowa
Krajowa (rum. Craiova) – miasto w Rumunii (Wołoszczyzna), historyczna stolica regionu Oltenia, ośrodek administracyjny i największe miasto okręgu Dolj. Leży na lewym brzegu rzeki Jiu.
Liczy 298 928 mieszkańców (dane z 2009 r.) i jest szóstym co do wielkości miastem Rumunii. Węzeł kolejowy i port lotniczy.

## Historia

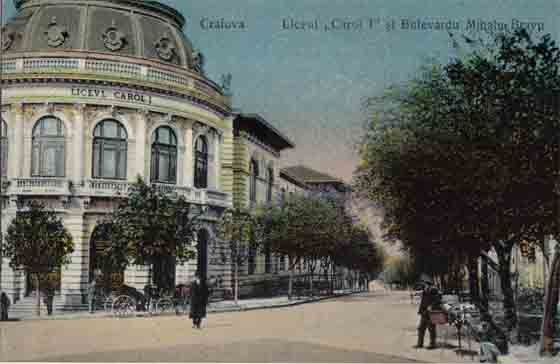
Krajowa w 1922 r.

Miasto zostało założone przez Daków, następnie stało się rzymskim obozem wojskowym. Od XV w. był to znany ośrodek handlowy i siedziba namiestników Oltenii w Hospodarstwie Wołoskim. Po okresie osłabienia ekonomicznego w XVIII w., od początków XIX w. Krajowa odzyskała pozycję jednego z wiodących miast wołoskich. Była ośrodkiem rzemiosła i handlu. W 1859 wraz z Wołoszczyzną weszła w skład Zjednoczonych Księstw Mołdawii i Wołoszczyzny, które w 1866 r. przyjęły nazwę Rumunii. W 1896 r. rozpoczęła pracę elektrownia.
20 września 1939 roku w Krajowie marszałek Polski Edward Rydz-Śmigły wydał swój ostatni rozkaz do żołnierzy Wojska Polskiego. W 1939 r. w Krajowie przebywał internowany prezydent Polski Ignacy Mościcki. Zamieszkiwał w Pałacu Constantina Mihaila, co upamiętnia tablica na ścianie budynku.
7 września 1940 r. podpisano tu układ w Krajowie pomiędzy Rumunią a Bułgarią o przekazaniu na rzecz Bułgarii Południowej Dobrudży, natomiast 24 kwietnia 2015 utworzono Grupę Craiova.

## Demografia
Według spisu z 2002 r. miasto Krajowa liczyło 302 601 mieszkańców. Skład etniczny według spisu z 2002 roku:
- Rumuni: 292 487 (96,65%)
- Romowie: 8820 (2,91%)
- Węgrzy: 218 (0,07%)
- Grecy: 188 (0,06%)
- Włosi: 178 (0,05%)
- Niemcy: 173 (0,05%)
- Żydzi: 37
- Serbowie: 34
- Ukraińcy: 32
- Bułgarzy: 29
- Polacy: 24

## Zabytki

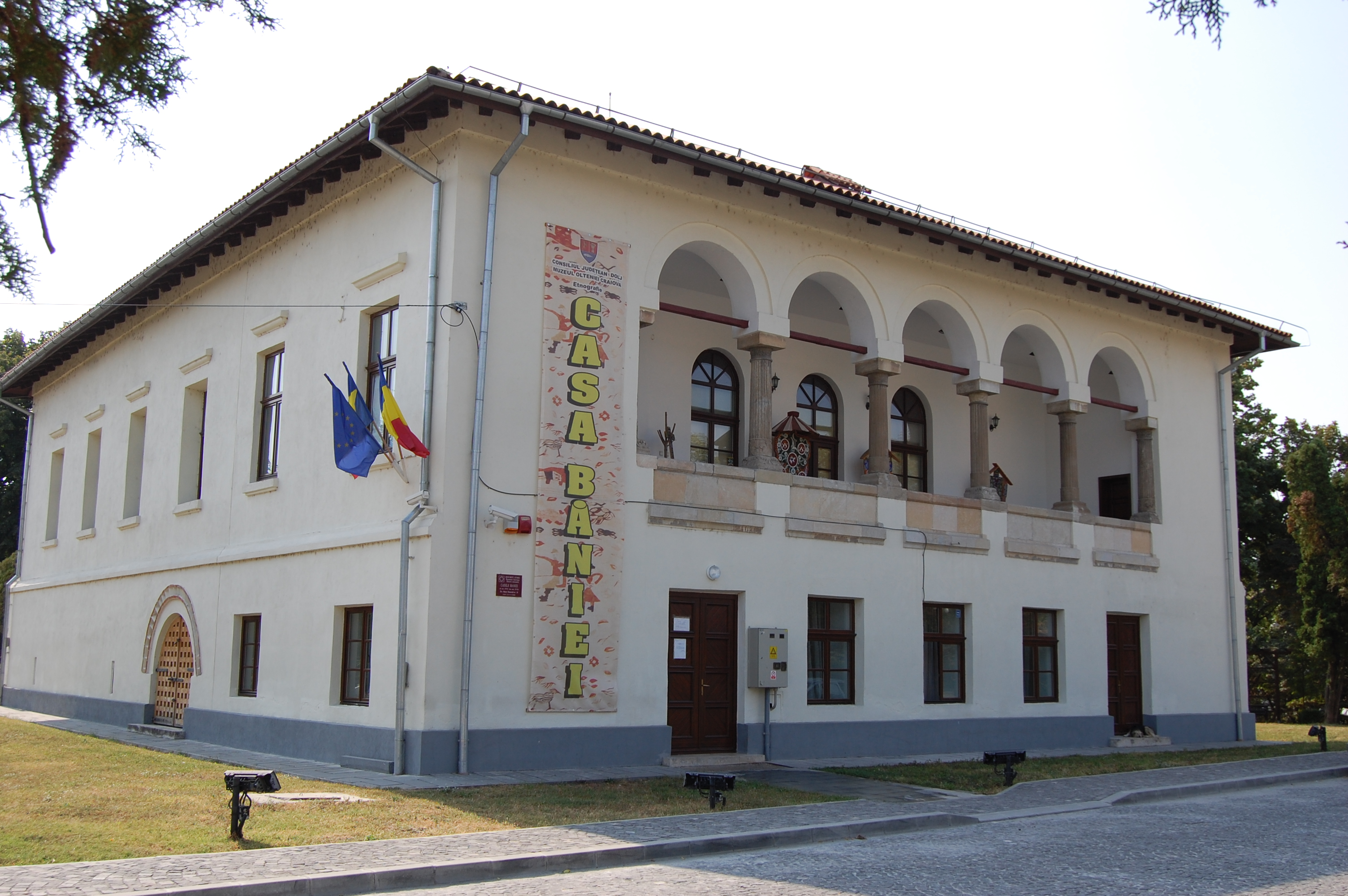
Dom Banów

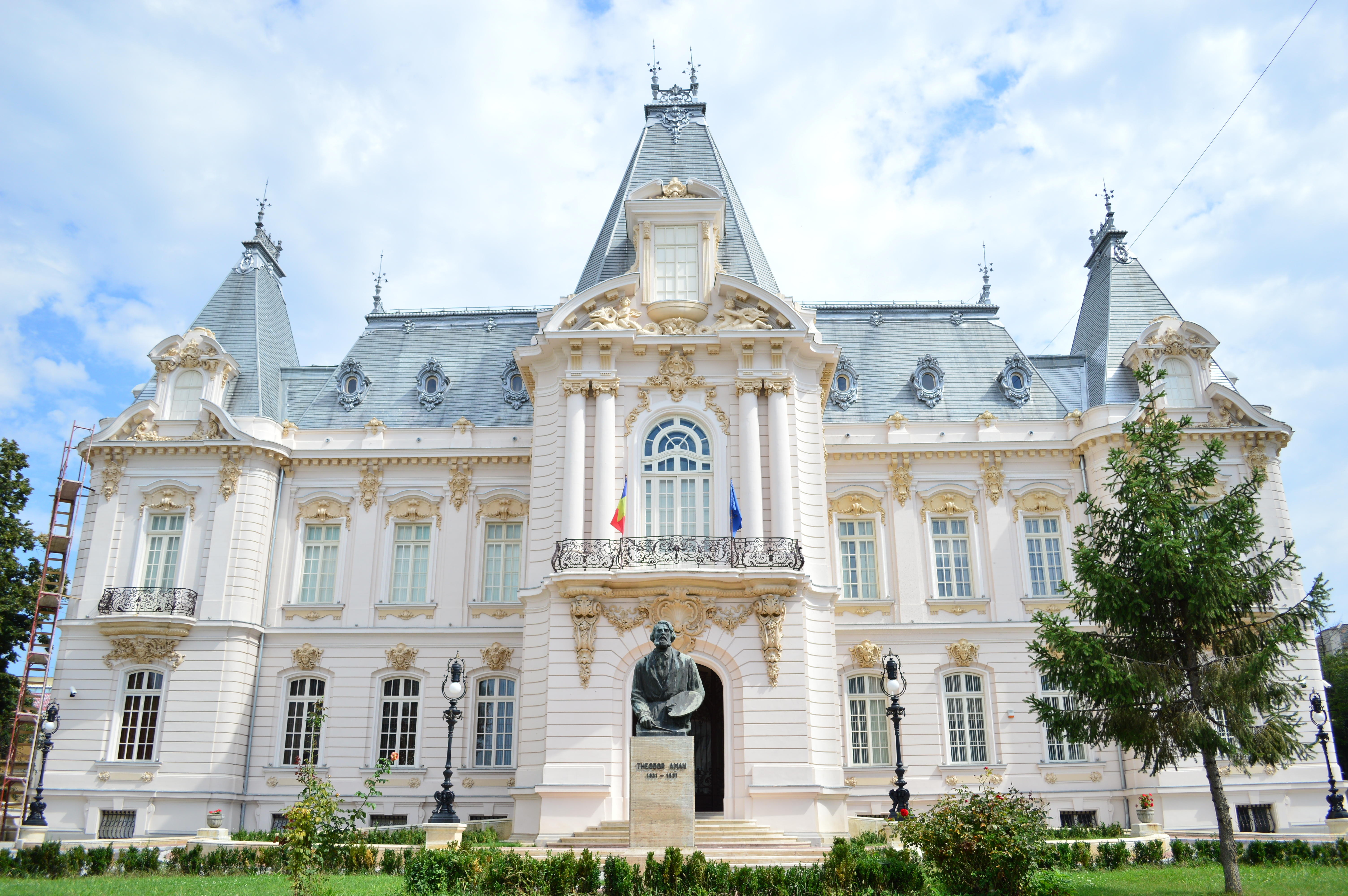
Pałac Constantina Mihaila

Prefektura

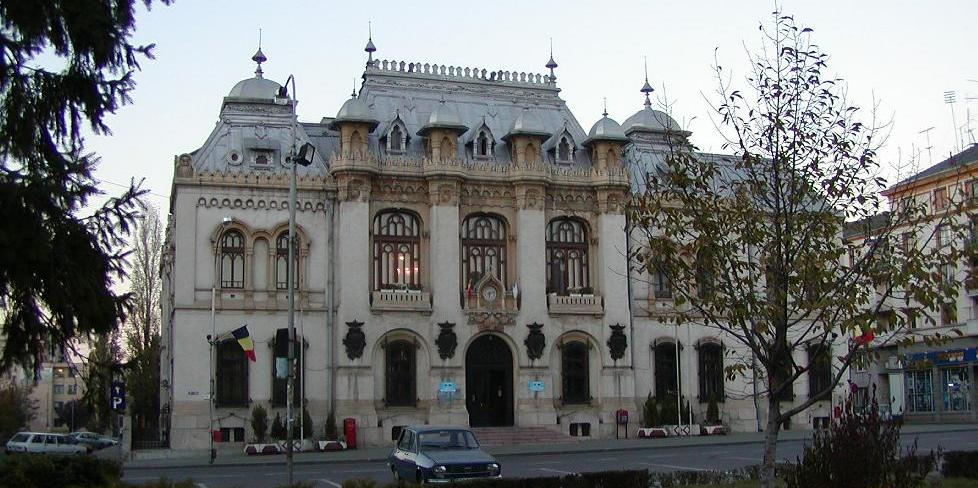
Ratusz

- Dom Banów(inne języki) – dawna rezydencja banów Krajowie, wzniesiona w XVII/XVIII w.
- Pałac Constantina Mihaila – pałac wzniesiony w l. 1898–1907, w którym gościli królowie Rumunii, a w listopadzie i grudniu 1939 r. zamieszkiwał prezydent Polski Ignacy Mościcki; współcześnie siedziba Muzeum Sztuki(inne języki)[3]. Pobyt prezydenta Mościckiego upamiętnia tablica w jęz. rumuńskim i polskim
- Park Nicolae Romanescu(inne języki) z l. 1901–1903
- Muzeum Oltenii(inne języki) z 1915 r., mieszczące się w budynku z 1905 r.
- Pałac Sprawiedliwości(inne języki) z 1880 r., rozbudowany w XX w., współcześnie siedziba Uniwersytetu w Krajowie
- Prefektura z l. 1912–1913
- Ratusz(inne języki)
- Szkoła im. króla Karola I (Colegiul Național Carol I(inne języki)) z XIX w. – jedno z najsłynniejszych liceów w Rumunii
- Fostul Hotel Pallace(inne języki) z l. 1900–1905
- Hotel i kasyno Minerva(inne języki) z l. 1900–1903
- Cerkwie i kościoły, m.in.:
  - Cerkiew Mântuleasa (Biserica Mântuleasa) z 1786 r.
  - Cerkiew św. Archaniołów z l. 1785-1797
  - Cerkiew Madona Dudu (Biserica Madona Dudu) z XVIII–XIX w.
  - Kościół św. Antoniego z 1842 r. w stylu neogotyckim
  - Kościół ewangelicki z l. 1870–1872
  - Cerkiew św. Eliasza z XIX w.
  - Sobór św. Dymitra(inne języki) z l. 1889–1933 w stylu neobizantyńskim
- Domy i kamienice z XIX w., m.in.:
  - Dom Nicolae Romanescu(inne języki), sięgający 1833 r.
  - Dom Constantina Vălimărescu z 1892 r.
  - Dom Farago z 1898 r., współcześnie siedziba biblioteki okręgowej
  - Dom Vrăbiescu
  - Dom Rusănescu
  - Dom Feraru
  - Dom Chintescu
  - Dom Vârvoreanu
  - Dom Calețeanu

## Gospodarka
Miasto jest ważnym ośrodkiem przemysłowym; znajdują się tu między innymi Doljchim-Petrom (na północno-zachodnich przedmieściach) oraz zakłady produkujące lokomotywy Electroputere Craiova. Stamtąd pochodzi seria lokomotyw spalinowych 060Da eksploatowanych przez PKP jako ST43.
W Krajowie znajduje się fabryka koncernu Ford. Zakłady powstały 30 grudnia 1976 roku jako rumuńsko-francuska spółka Oltcit S.A. i produkowały m.in. samochody Oltcit Club. W 1991 roku, po wycofaniu się Citroëna, zmieniono nazwę spółki na Automobile Craiova S.A. W 1994 roku rozpoczęto współpracę z Daewoo i zmieniono nazwę na Rodae, a w 1997 roku na Daewoo Automobile Romania. W 2008 roku zakłady zostały przejęte przez Ford Motor Company.
W mieście rozwinął się przemysł maszynowy, elektrotechniczny, chemiczny, włókienniczy, spożywczy, odzieżowy, materiałów budowlanych oraz drzewny.

## Transport
Komunikacja miejska opiera się głównie na sieci linii autobusowych oraz mikrobusów zwanych „Maxitaxi”. Jest też linia tramwajowa biegnąca główną ulicą miasta – Calea București, łącząca dzielnice fabryczne na dwóch krańcach miasta. Na wschodnim krańcu miasta mieści się lotnisko. W mieście znajdują się stacja kolejowa Craiova oraz towarowa stacja rozrządowa.

## Szkolnictwo i nauka

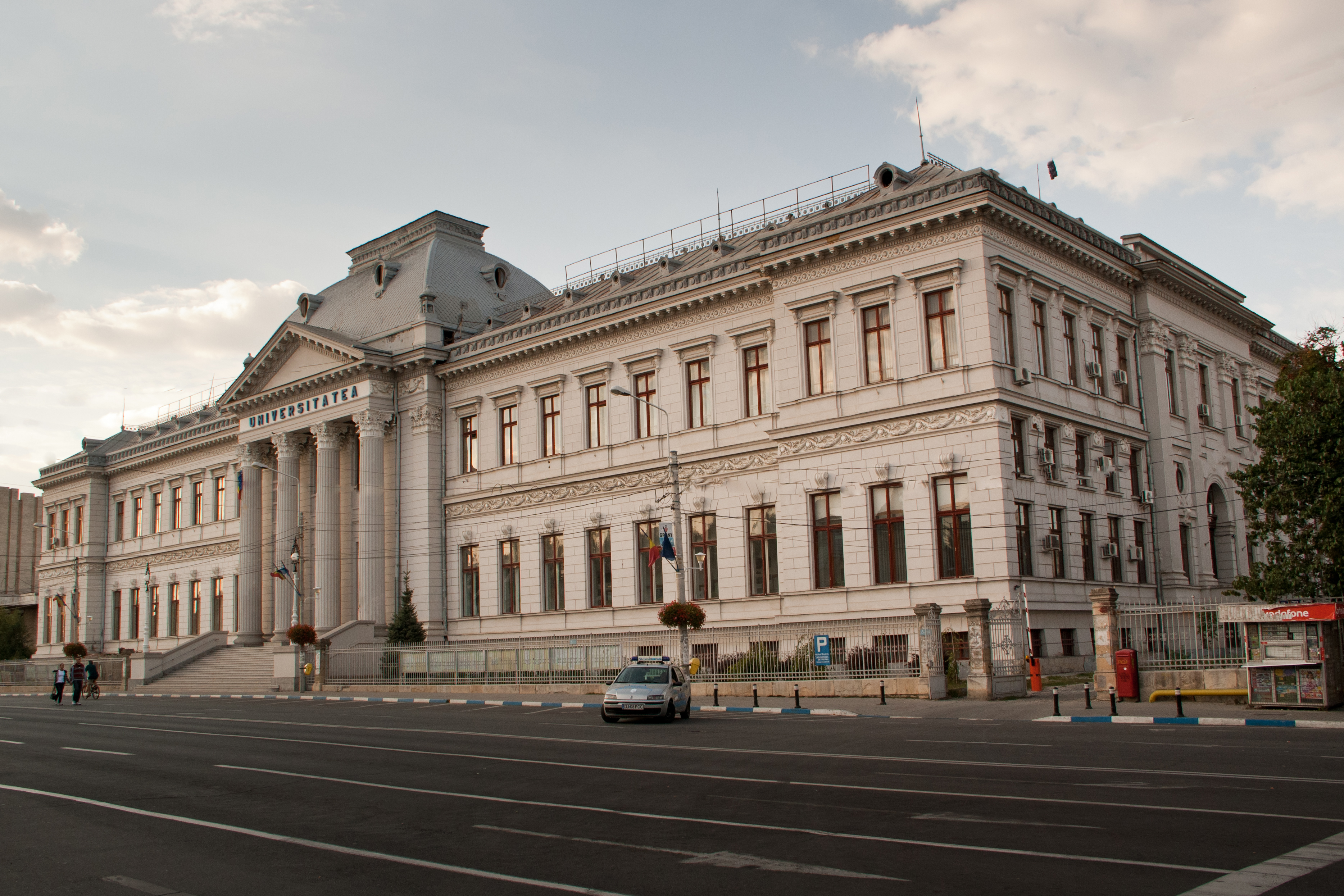
Uniwersytet w Krajowie

- Uniwersytet w Krajowie (Universitatea din Craiova)
- Universitatea de Medicină și Farmacie din Craiova(inne języki)
- Parc Tehnologic Universitar IT Craiova

## Sport
W mieście tym siedzibę ma rumuński klub piłkarski CS Universitatea Craiova, który został założony 5 września roku 1948. Drużyna przez pierwsze sześć lat swojego istnienia grała w niższych klasach rozgrywkowych. Po raz pierwszy do drugiej ligi awansowała w 1954 roku. Dziesięć lat później zespół zawitał do ekstraklasy, w której występował nieprzerwanie do 2005 roku. Sezon 2006–2007 Universitatea rozpoczęła jako beniaminek ekstraklasy. Klub rozgrywa swoje mecze na stadionie Ion Oblemenco, którego pojemność wynosi 27 915 widzów.
Od 2007 roku w tym mieście, rozgrywany jest turniej tenisowy rangi ITF, Trofeul Popeci, o puli nagród 50 000 $.

## Miasta partnerskie
- Kuopio (Finlandia)
- Lyon (Francja)
- Nanterre (Francja)
- Shiyan (Chiny)
- Skopje (Macedonia Północna)
- Wraca (Bułgaria)

## Galeria

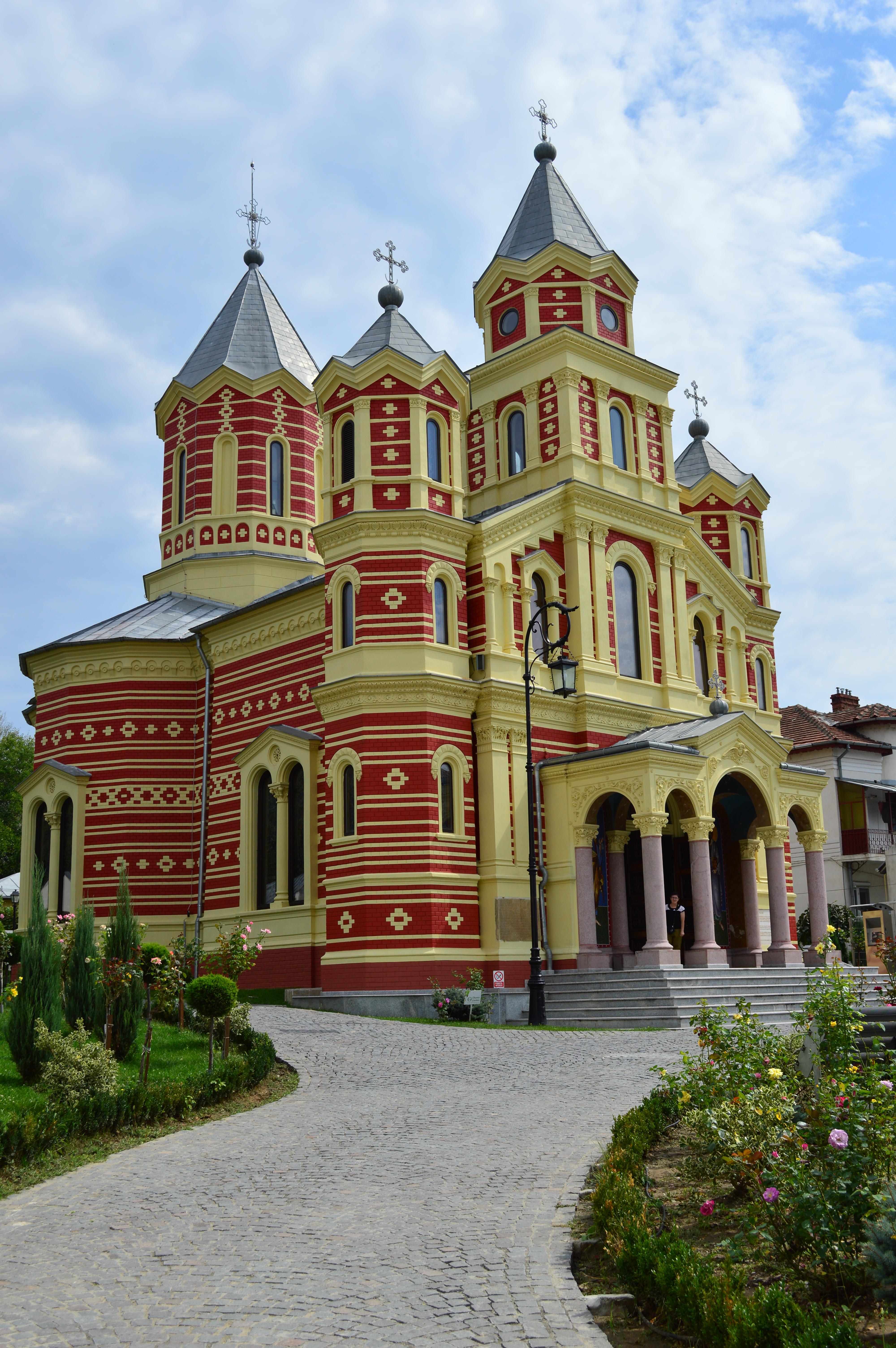
Cerkiew Mântuleasa
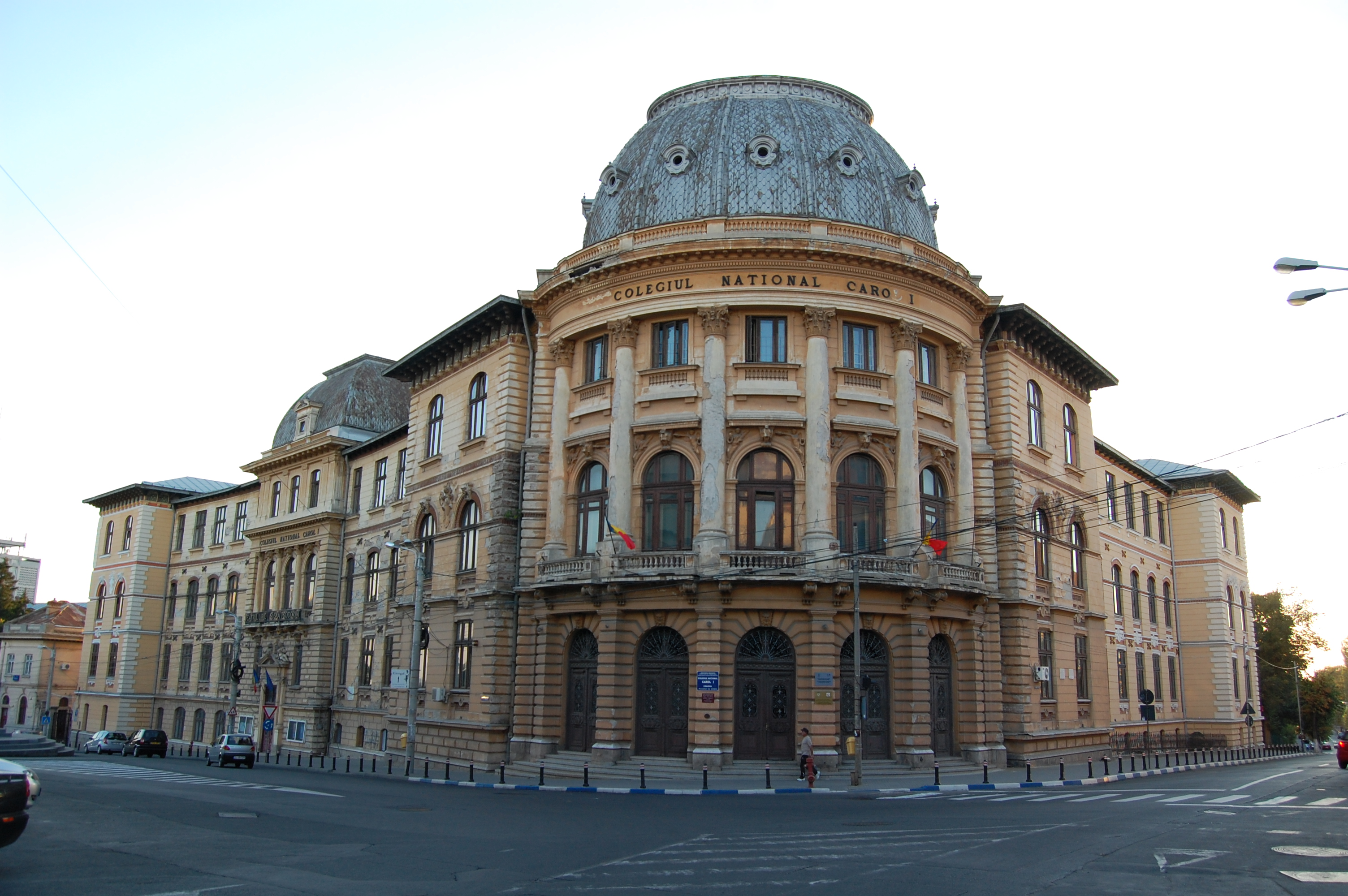
Colegiul Național Carol I
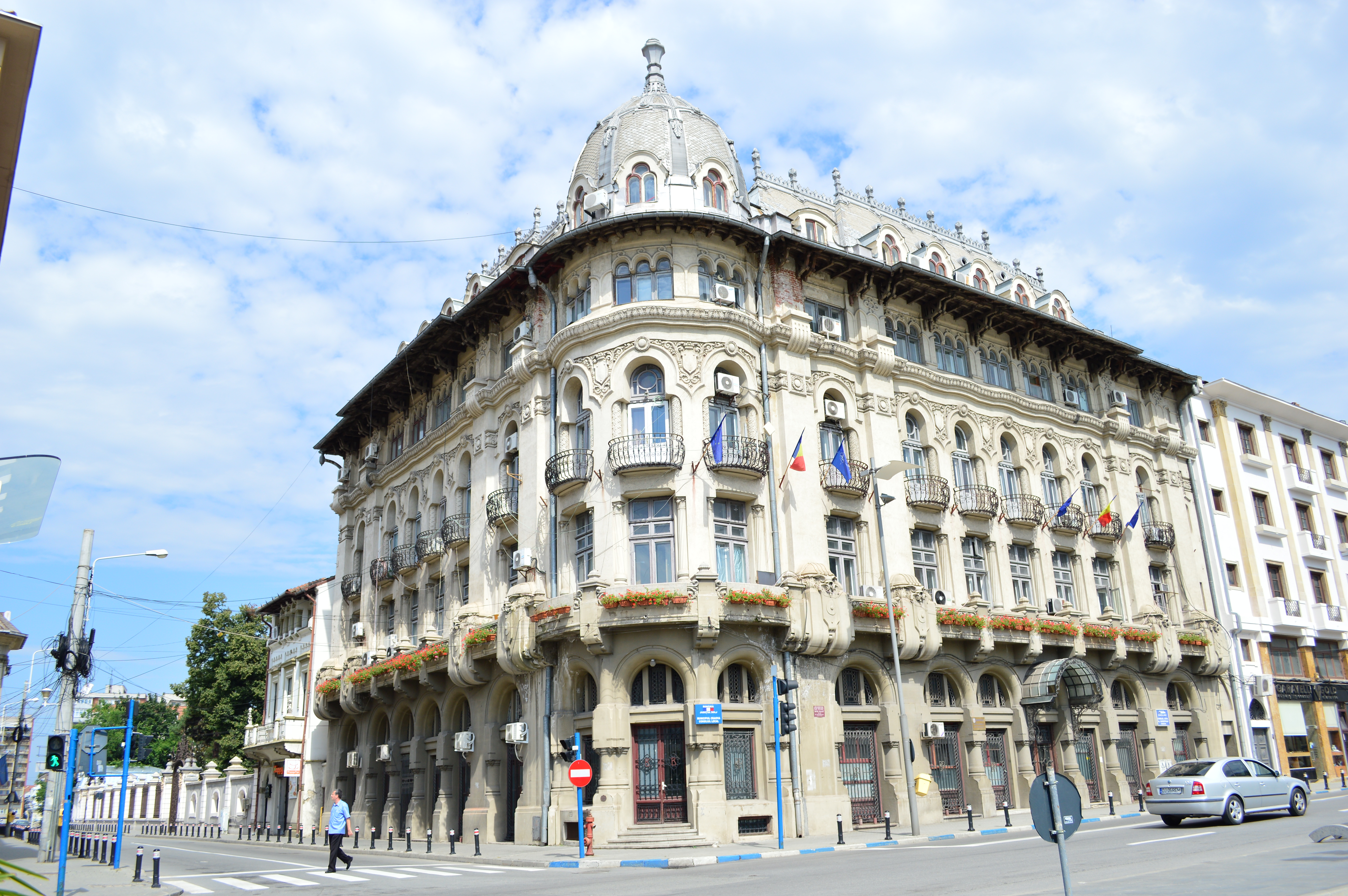
Fostul Hotel Pallace
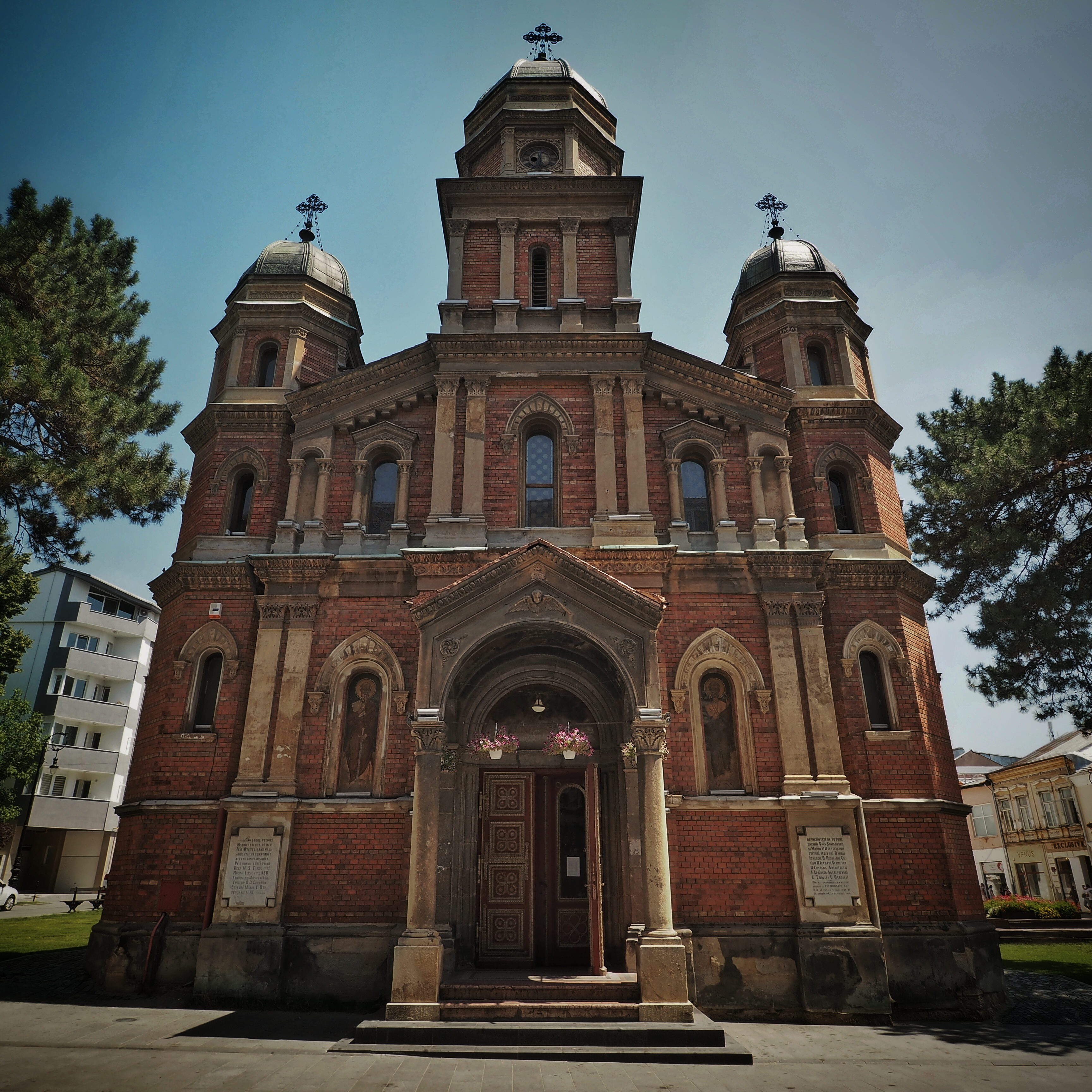
Cerkiew św. Eliasza
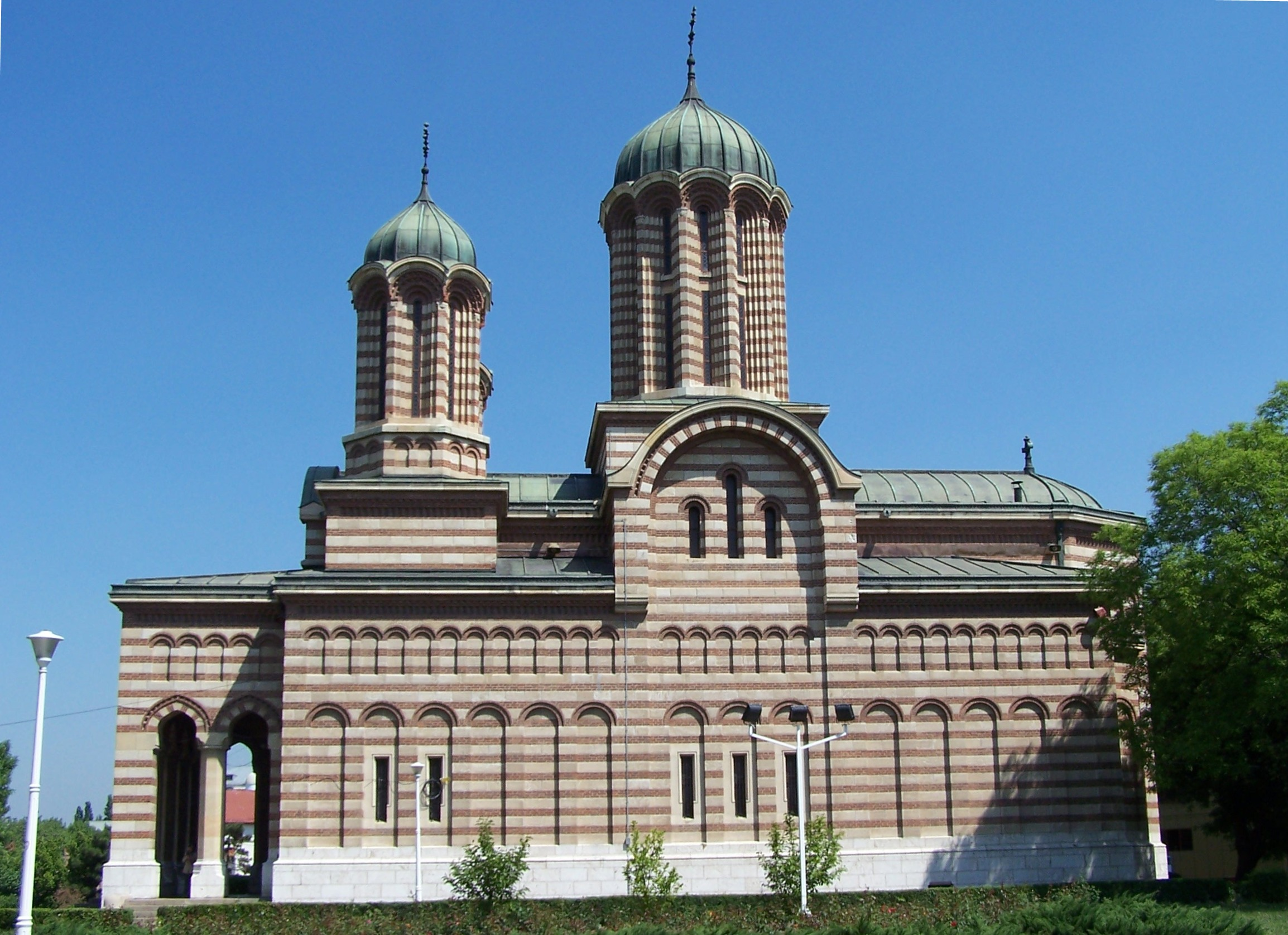
Sobór św. Dymitra
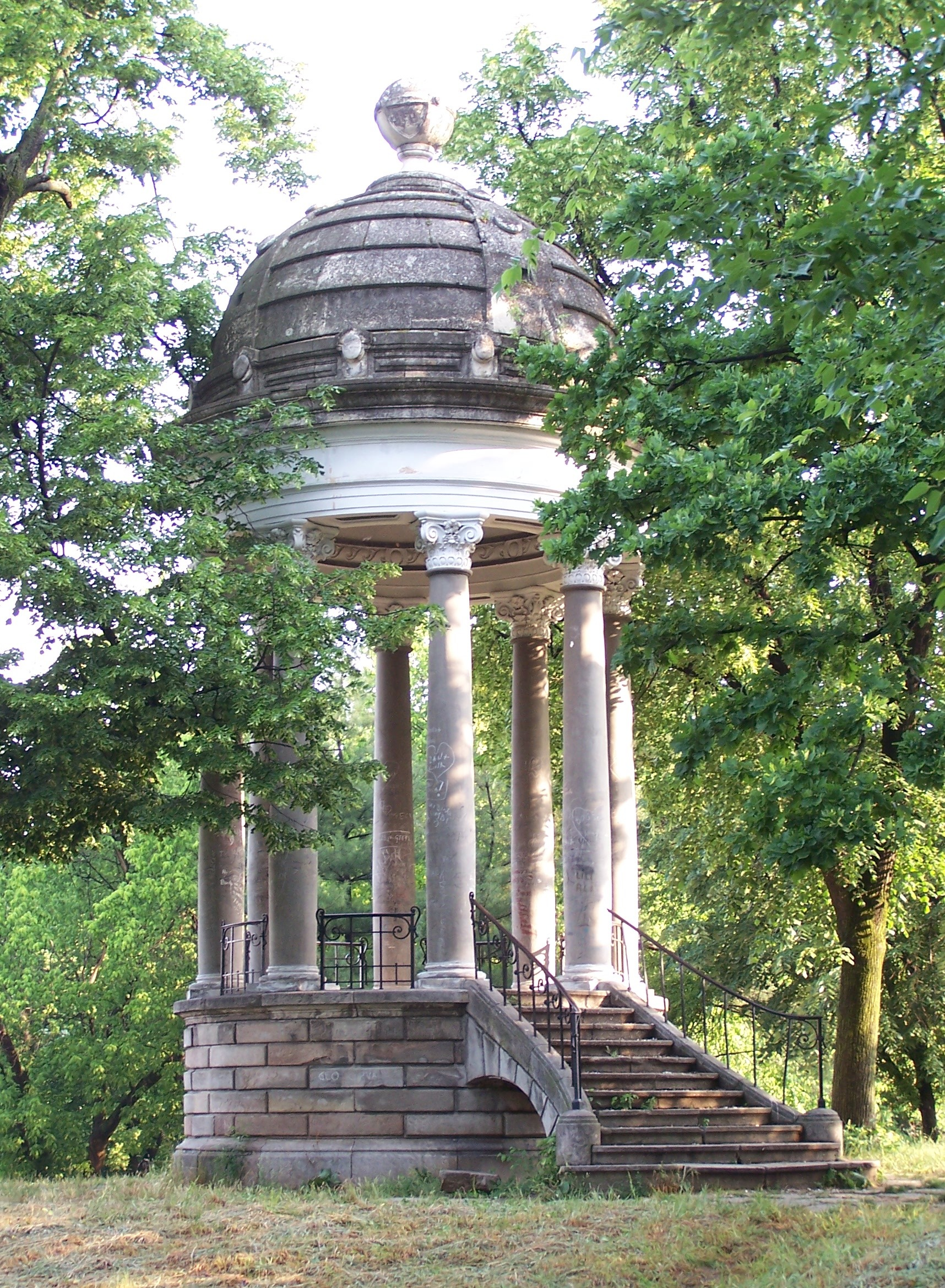
Rotunda w parku Nicolae Romanescu
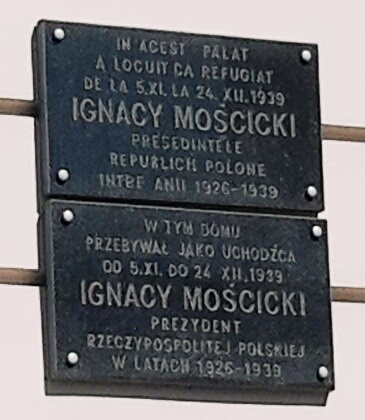
Tablica upamiętniająca pobyt prezydenta Ignacego Mościckiego